# گلما راکوویتسا
گلما راکوویتسا (به لاتین: Golema Rakovitsa) یک منطقهٔ مسکونی در بلغارستان است که در Elin Pelin Municipality واقع شده‌است. گلما راکوویتسا ۴۳۳ نفر جمعیت دارد و ۶۹۳ متر بالاتر از سطح دریا واقع شده‌است.